# 上原璃奈
上原 璃奈（うえはら りな、1988年6月7日 - ）は、日本のタレント、歌手。
身長は153cm、3サイズはB89.5 W58 H87。
元イマジンミュージカル、アクロス エンタテインメント所属。東京都町田市出身。
愛称は璃奈、璃奈ちゃん、りなりな、りっちゃん、りなち。

## 来歴・人物
- 2009年5月 - 2012年7月、アクロス エンタテインメント所属。
- 2009年9月2日、i＊Be「DIAMONDS」でCDデビュー、初登場オリコンインディーズチャート1位、総合チャート49位を記録。
- 2010年7月28日、i＊Be卒業。レイズインも辞めたと思われる。
- 家族構成は父、母、1歳年下の弟の4人家族。ペットは2匹でシーズー×トイプードルとシーズー。
- 長所は好奇心旺盛、器用、物覚えが早い
- 短所は朝が抜群に弱い、器用貧乏。
- 過去に所属していたアイドルグループi＊Beの小悪魔担当で、イメージカラーはピンク。
- 夢を操れる能力を持っているらしい。

## 趣味・嗜好
- 趣味は、音楽・ネイル・人間観察・妄想・酒
- 好きな食べ物は、刺身・鍋・手羽先・カプレーゼ・毛蟹・ハンバーグ・アボカド・ティラミス
- 嫌いな食べ物は、ショートケーキ
- 好きな芸能人は、AKB48、玉木宏、中川翔子、佐々木希
- 特技はネイルアートで、ネイル関連の仕事のオファーが来たほど。ブログ等にて作品を紹介しているが、その作品はプロに近い。

## 出演

### TV
- 2009年9月7日 - 14日：MXTV「MUSIC.B.B」
- 2009年9月14日 - 27日：CATV「MUSIC PARTY」
- 2010年5月2日 - 14日：スカパー371ch（エンタ!371）「新・美少女図鑑#80」
- 2010年8月14日：MUSIC ON! TV「オリエンタルラジオのそれでいきます」

### Web
- 2011年9月2日：美女暦 テーマ：秋美女
- 2012年3月5日：美女告白
- 2011年3月14日：おみあい美人
- 2012年:NAQED.Q

### PV
- 2010年8月4日発売：Ken miniAL「The Party」収録曲「T.P.I.T.P」PV

### 舞台
- 「小公女プリンセスセーラ」 - スーザン 役
- アルプスの少女ハイジ
- 2011年2月9日 - 14日：「チョコレートガールズ2」 - 映像出演

### 新聞・雑誌
- 2009年8月24日：TOKYO HEADLINE 8月24日号
- 2009年9月19日：スポーツ報知
- 2009年9月27日：新星堂DROPS
- 2011年2月10日：声優グランプリ 3月号（主婦の友社）

## ラジオ
- 2009年12月9日：webラジオ「あるとら 伊瀬茉莉也の自力更生〜ぽんぽんの名において〜」ゲスト出演
- 2010年10月9日 - 2011年4月2日：文化放送デジタルラジオ超!A&G+「茉莉也♥璃奈のSaturday Night Girls Party!!!」 ※毎週土曜日25:30からのレギュラー番組

## 声優
- 2011年9月 - ：メ〜テレ「ぬいぐるみのラパン」 - ぺぺ 役

## 音楽活動

### CD
- 2009年9月2日発売：i＊Be『DIAMONDS』（発売元：株式会社サウストゥノースレコーズ、販売元：ビーイング）